# Рех
Рех (нем. Rech) — община в Германии, в земле Рейнланд-Пфальц.
Входит в состав района Арвайлер. Подчиняется управлению Альтенар. Население составляет 558 человек (на 31 декабря 2010 года). Занимает площадь 4,69 км².

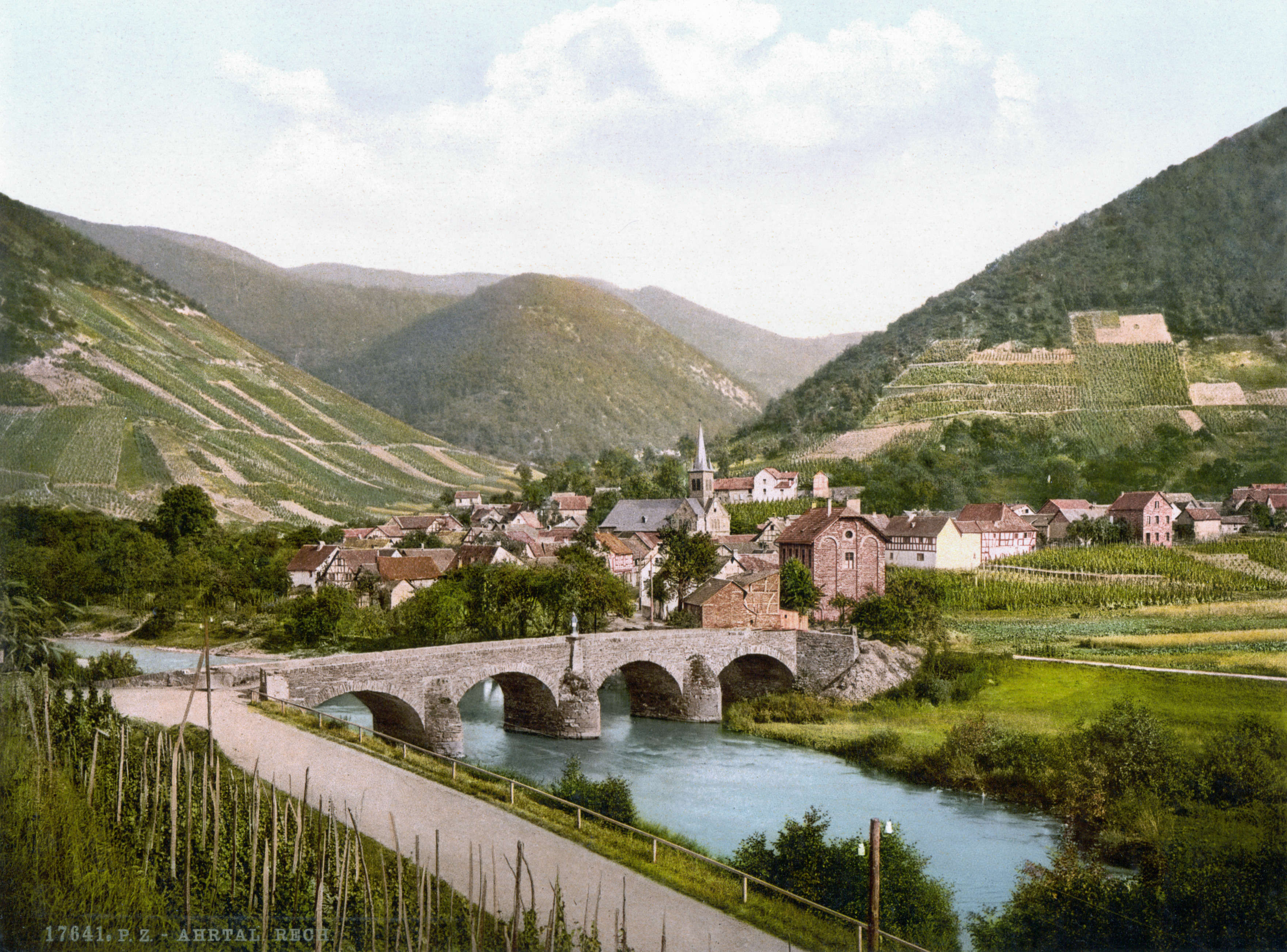
Рех